# Belagerung von Breisach
Wallerfangen – Dömitz – Haselünne – Wittstock – Rheinfelden – Breisach – Wittenweiher – Vlotho – Ochsenfeld – Chemnitz – Bautzen – Freiberg – Riebelsdorfer Berg – Dorsten – Preßnitz – La Marfée – Wolfenbüttel – Kempener Heide – Schweidnitz – Breitenfeld – Tuttlingen – Freiburg – Philippsburg – Jüterbog –  Jankau – Herbsthausen – Alerheim – Brünn – Korneuburg – Totenhöhe – Hohentübingen –  Triebl – Zusmarshausen – Wevelinghoven – Dachau –  Prag
Die 8-monatige Belagerung von Breisach von Mai bis Dezember 1638 ging in die Militärgeschichte ein, weil Breisach den Ruf einer Schlüsselfestung am Rhein hatte und für die Habsburger zum Beginn des Krieges von großer Bedeutung war. Die Reichsfestung galt als Schlüssel zum Reich, was damals im kurz gefassten Ausspruch Breisach verloren, alles verloren zum Ausdruck kam.
Bereits im Sommer 1633 hatten schwedische Truppen unter Otto Ludwig von Salm Breisach belagert, jedoch war die Belagerung am 11. Oktober 1633 gescheitert, als ein Entsatzheer mit 26.000 Mann unter Herzog Feria die Belagerungstruppen vertreiben konnte. Die erneute Belagerung der von kaiserlichen Truppen besetzten Festung durch ein in französischem Sold stehendes Heer des Bernhard von Sachsen-Weimar begann im Mai 1638 und endete erfolgreich am 17. Dezember 1638 mit der Übergabe der Festung. Vor der Übergabe waren zahlreiche Entsatzversuche durch kaiserlich-bayerische Truppen fehlgeschlagen.

## Lage und Bedeutung der Festung Breisach
Die Festung Breisach lag auf einem Hügel und war von einem dreifachen Wall und tiefen Wassergräben umgeben. Auf die linke Rheinseite führte eine steinerne Brücke, die mit einem starken Brückenkopf gesichert war. Gouverneur der Festung war Hans von Reinach. Die Festung war die wichtigste und stärkste Festung im Südwesten des Reiches. Sie kontrollierte die Querverbindung über den Rhein zwischen Elsaß-Lothringen und Baden und den Umschlag der Waren aus der Schweiz, vor allem von Basel, rheinabwärts.
Der Rhein als Süd-Nord-Wasserstraße und Transportweg zu den Spanischen Niederlanden hatte für die Habsburger zum Beginn des Krieges eine große Bedeutung. Die Bedeutung nahm jedoch im Laufe des Krieges schnell ab, weil diese Wasser-Straße immer schwerer passierbar wurde. So wurde die Eroberung der Festung Breisach auch nicht zu einem Wendepunkt des Krieges, sondern sie war – nachträglich betrachtet – nur der Vorläufer vom Ende der Karriere ihres Eroberers Bernhard von Sachsen-Weimar.

## Chronologie
In der Schlacht bei Rheinfelden (Doppelschlacht am 28. Februar und 3. März 1638) hatte der protestantische, im Dienst von Frankreich stehende Feldherr Bernhard von Sachsen-Weimar seine katholischen, kaiserlich-bayerischen Gegenspieler Federigo Savelli und Johann von Werth geschlagen. Nach dem Sieg konnte Bernhard beginnen, die Städte am Rhein zu erobern, um sich mit französischer Unterstützung ein neues Herzogtum am Rhein zu erobern. Die wichtige Stadt Freiburg ergab sich ihm am 12. April 1638; ein erster Versuch, die Stadt zurückzuerobern, scheiterte am 24. April.

### Mai
Bernhard wandte sich nun der Festung Breisach zu. Die Aufgabe der Belagerung fiel zunächst dem Gouverneur von Freiburg, Oberst Kanoffski, zu, während Bernhard die erwarteten Entsatztruppen abwehren wollte. Die Belagerungstruppen umfassten 6.000 Mann Infanterie, 5.800 Reiter, dazu 400 Arbeiter und 25 Geschütze. Die Besatzung von Breisach war 3.000 Mann stark, verfügte aber nur über geringe Vorräte an Lebensmitteln, da man eine lange Belagerung nicht für möglich hielt.
Der Belagerungsring konnte zunächst nicht voll geschlossen werden und es gelang der Reiterei der am 19. Mai vor Breisach angekommenen kaiserliche Truppen unter Johann von Götzen, 500 Säcke Mehl und Verstärkungen in die Festung zu bringen. Zwar versuchten weimarische Truppen unter Oberst Taupadel die Lücke in der Belagerung zu schließen, doch noch Ende Mai konnten die Verteidiger von Breisach einen Brottransport von Basel abfangen und in die Festung bringen.

### Juni

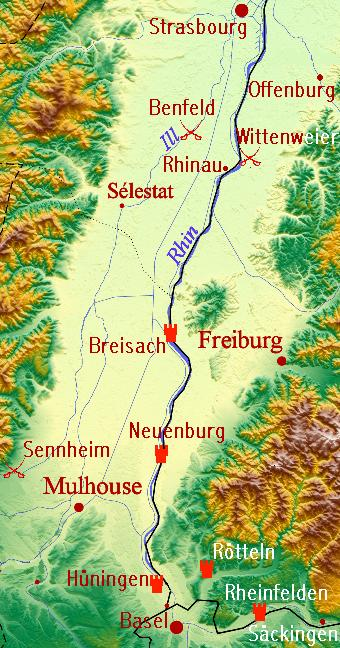
Übersicht über die wichtigsten Kämpfe während der Belagerung

Bei Neuenburg wurde eine Brücke errichtet und auf einer Rheininsel eine Schanze. Um Durchbruchsversuche zu verhindern, wurde der Rhein mit Ketten versperrt. Aber die Belagerung kam nicht voran; ein Versuch, die Rheinbrücke mit einem Brander zu zerstören, schlug fehl.
Dennoch konnte am 26. Juni ein Tross von Kenzingen aus nochmal Nachschub bringen. Dies war auch dringend notwendig, denn am 1. Juli waren hungrige Soldaten in ein Vorratslager eingedrungen und hatten versehentlich das dort gelagerte Pulver entzündet. 40 Häuser sowie etliches Mehl und Pulver wurden vernichtet. Auch der Versuch der Reiterei, in das Elsass vorzudringen und dort Korn zu erbeuten, konnte verhindert werden.

### Juli
Am 9. Juli traf der Oberst Taupaldel bei Benfeld auf sieben kaiserliche Reiterregimenter. Obwohl diese noch durch Kroaten und Musketiere unterstützt wurden, konnte er sie schlagen. Dabei wurden 13 Standarten, der feindliche Tross und über 1000 Pferde erbeutet.
Auch ein Vorstoß der Belagerer am 14. Juli nach Kenzingen und Offenburg wurde abgewiesen, und Herzog Bernhard kehrte am 28. Juli wieder nach Freiburg zurück. Am 23. Juli wurde auch stromaufwärts von Breisach eine Insel mit einer Schanze befestigt.

### August
Am 7. August marschierte ein Entsatzheer von 18.500 unter Federigo Savelli und Johann von Götzen von Offenburg in Richtung Breisach. Bernhard nahm 13.000 Mann und zog dem Tross entgegen. Bei Wittenweiher kam es zur Schlacht, in der die Kaiserlichen mit Verlusten von fast 3000 Mann schwer geschlagen wurden und sich nach Offenburg zurückziehen mussten. Bernhards Truppen erbeuteten dabei die Geschütze der Kaiserlichen und den für Breisach vorgesehenen Proviant. Am 12. August ergaben sich Kenzingen und die Burg Lichteneck bei Kenzingen, am 21. August auch Mahlberg.
Bernhard erkrankte und ging nach Colmar. Er übergab dem General Johann Ludwig von Erlach den Oberbefehl über die Belagerung und dem Oberst Reinhold von Rosen das Beobachtungsheer.  Mehrere Versuche des General Horst, mit sieben Reiterregimentern Lebensmittel in die Festung zu bringen, scheiterten. Die Belagerer bauten oberhalb der Festung zwei Schiffsbrücken und sperrten den Rhein mit Ketten.
Zum Ausbau der Lager wurden die Stadt- und Landbevölkerungen gezwungen. 2000 Bürger und 200 Handwerker waren im August, September und teilweise im Oktober mit dem Ausbau des Lagers beschäftigt.

### September
Der Monat war geprägt durch den kleinen Krieg. Die Kroaten von General Horst versuchten Versorgung zur Festung durchzubringen. Am 5. September zogen die Obersten Rosen und Kanoffski via St. Peter einem größeren Trupp entgegen. Kanoffski fing an einem Hohlweg eine kleinere Gruppe von 100 Mann ab. 20 wurden getötet; die anderen entkamen unter Hinterlassung der Waren. Am nachfolgenden Tag gelang es Rosen, einen großen Trupp zu versprengen. Die Kaiserlichen zählten 200 Tote und 60 Verwundete.
Dennoch konnten am 10. September 300 Mann bei Drusenheim über den Rhein gehen und die Festung erreichen.
Am 22. September konnten die Truppen Weimars bei Offenburg eine Herde von 300 Rindern erbeuten. Gleichzeitig überfielen aber 400 Kroaten das Lagen in Neuenburg und erbeuteten 200 Pferde und Vieh. Der Oberst Zyllnhardt und der Generalkommissar Schaffalitzky (1591–1641) kamen gerade von Basel zurück und ritten den Kroaten direkt in die Arme.

### Oktober

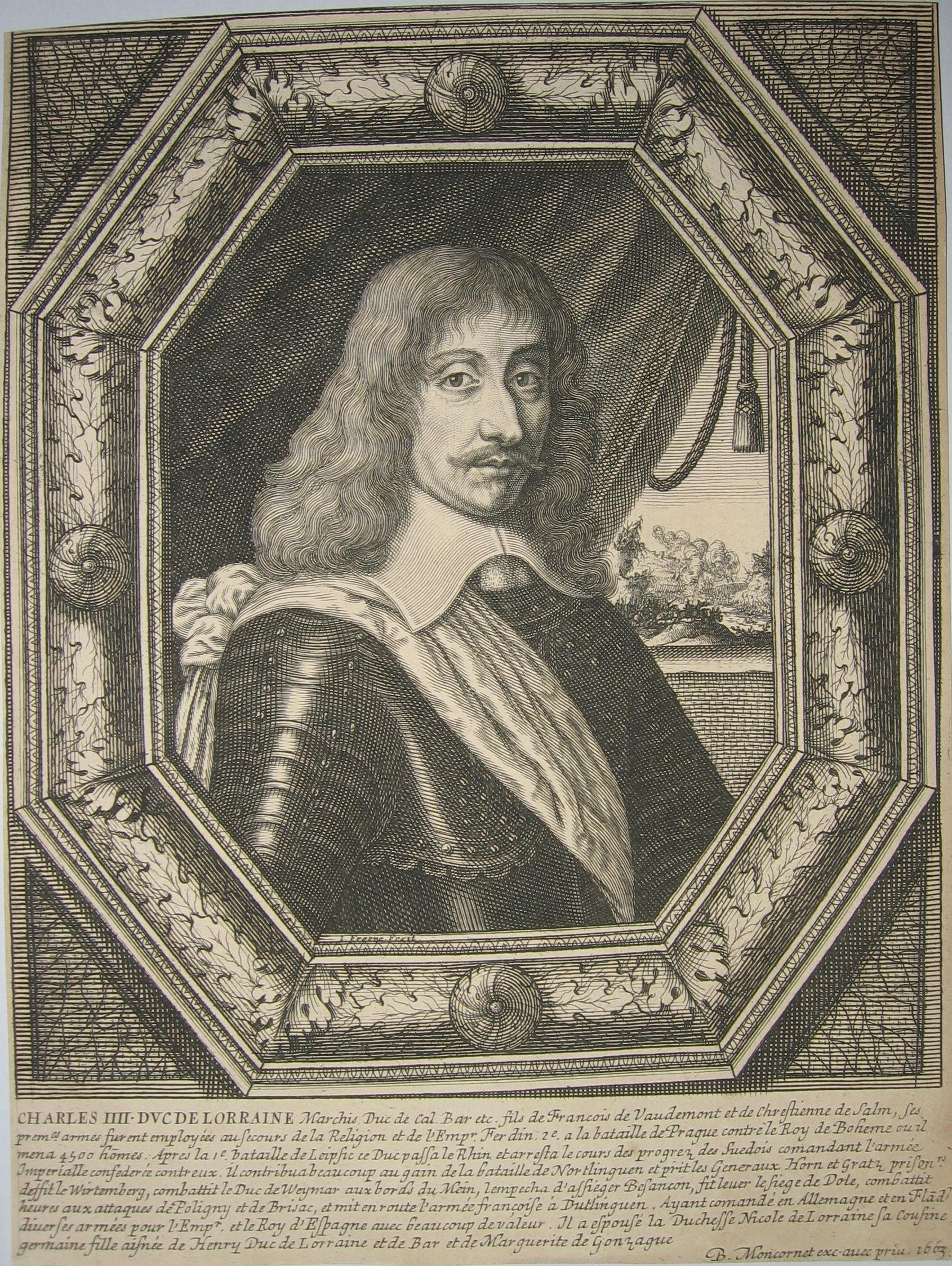
Karl von Lothringen

Die Truppen des Herzogs hatten unter den Obersten Schönebeck und Kluge einige kleine Schanzen erobert und am 7. Oktober auch eine auf einer Rheininsel gelegene größere.
Im Oktober versuchten die kaiserlichen Truppen den Belagerungsring von zwei Seiten anzugreifen. Der Herzog Karl von Lothringen sollte mit einem Tross aus dem Elsass Truppen und Nachschub in die Festung bringen. Gleichzeitig sollte die Armee von Götzens das befestigte Lager der Belagerer angreifen und so den Ring sprengen. Auf seinem Krankenlager in Colmar erfuhr er von den anrückenden Truppen. Er sammelte seine linksrheinischen Einheiten und marschierte zunächst dem Herzog entgegen, den er am 15. Oktober 1638 im Treffen auf dem Ochsenfelde bei Thann vernichtend schlug.
Am 19. Oktober wurde die Brückenschanze erobert, und Rheinach musste die Mühlenschanze aufgeben.
Sofort marschierte Bernhard nach Breisach und traf noch am selben Tag auf französische Verstärkung durch 4000 Mann unter Marschall Guébriant. Inzwischen hatte Johann von Götzen ein Heer von 10.000 Mann aufgestellt und sich am 19. Oktober mit den General Lamboy vereinigt. Am 22. Oktober griff man die Belagerer an. Er gelang den Truppen, bis in das Lager vor Breisach vorzudringen, aber unter schweren Verlusten (1500 Tote) wurden sie bis zum 26. Oktober wieder hinter Freiburg zurückgedrängt. In Waldkirch trennten sich Lamboy und Götzen im Streit. So musste er sich bis Schaffhausen zurückziehen.
Bernhard schickte dem Kommandanten von Breisach Rheinach eine Aufforderung zur Kapitulation, was dieser aber ablehnte, obwohl man bereits Brot aus Eichenrinde backen musste. Am 28. Oktober musste Rheinach einen Teil der Außenwerke aufgeben.
Am 30. Oktober fiel der Eisenberg und damit das letzte Außenwerk. Es wurde von Franzosen unter Turenne und Roqueverfere erobert.
In Schaffhausen wurde derweilen ein neuer Plan entwickelt. Der Herzog von Lothringen sollte gegen Colmar vorrücken, der General Horst mit 6000 Reitern über Drusenheim zu ihm stoßen. Götzen selber wollte bei Hüningen oder Neuenburg mit der Hauptarmee über den Rhein gehen und so die Festung entsetzen. Aber die Kuriere wurden abgefangen, und Bernhard bekam französische Verstärkung durch 9000 Mann unter Longueville. General Horst wurde geschlagen, Bernhard zog Götzen entgegen und drängte ihn bis nach Waldshut zurück. Der Herzog von Lothringen rückte gar nicht erst bis Colmar vor.

### November
Am 5. November traf der General Longueville auf Truppen des Herzogs Savelli und besiegte sie. Sie ziehen sich bis an die Mosel zurück.
Am 25. November wurde Rheinach nochmals zur Kapitulation aufgefordert, was dieser mit Hinweis auf kommenden Entsatz und seine Befehle ablehnte.

### Dezember

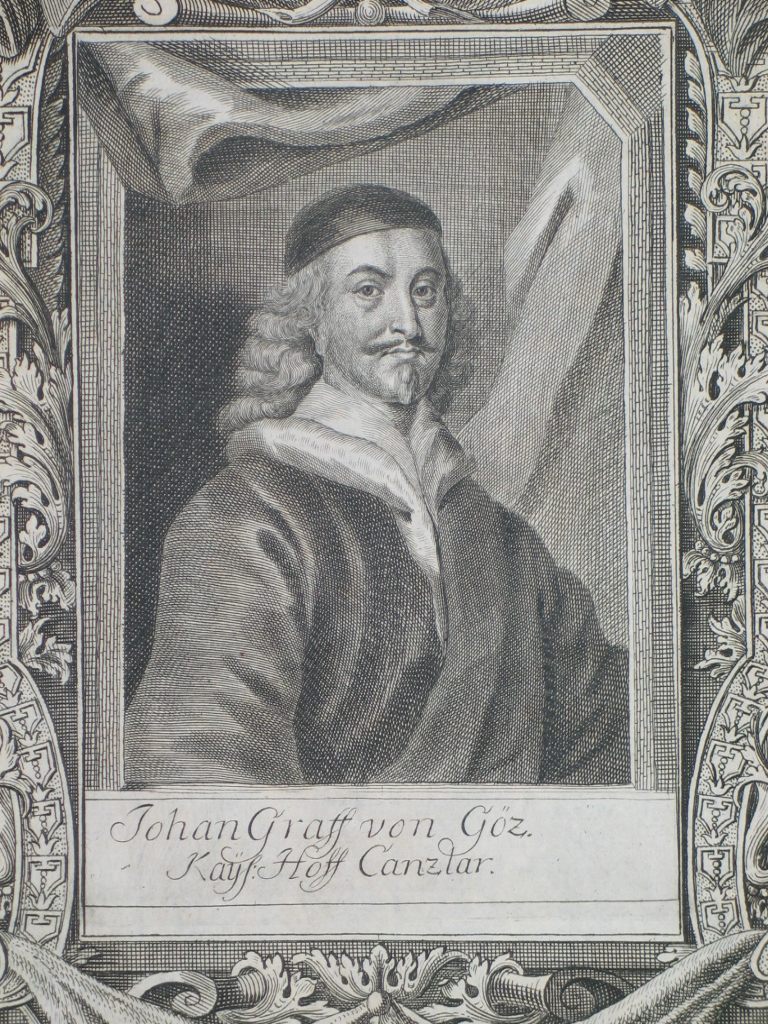
Johannes von Götzen (1599–1645)

Am 2. Dezember erreichte der kaiserliche Gesandte Philipp von Mansfeld das Lager bei Waldshut. Götzen wurde unter dem Vorwand verhaftet, heimlich mit Bernhard von Weimar im Bund zu sein, und nach München überführt. Erst zwei Jahre später wurden die Anschuldigungen zurückgenommen.
Am 3. Dezember explodierte ein Pulverturm der Festung und riss eine Bresche in die Mauer. Auf Anraten von General Erlach wartete Bernhard von Weimar aber weiter ab.
Rheinach verhandelte nun mit General Erlach um die Übergabe der Festung, da Bernhard von Weimar krank in Neuenburg lag.
Am 17. Dezember wurde die Festung und auch die Burg Landskron übergeben. Als Herzog Bernhard erfuhr, dass einige seiner gefangenen Soldaten verhungert waren, wollte er zunächst den Vertrag nicht unterschreiben. Die versammelten Offiziere konnten ihn aber noch umstimmen.
Am 19. Dezember 1638 erfolgte der Auszug der Überlebenden mit fliegenden Fahnen: Rheinach und der österreichische Kanzler Volmer, sowie Oberst Aescher (Hans Werner Aescher von Büningen) mit den etwa noch 400 verbliebenen Soldaten, die völlig abgezehrt den Weg nach Straßburg nehmen sollten.
Die Belagerer fanden in der Festung noch zahlreiches Kriegsgerät sowie eine Kriegskasse von mehr als 1.000.000 Talern, welche die Kosten für die Belagerung mehr als aufwog. Es wurde geschätzt, dass auf Seiten der Belagerer etwa 8.000 starben und auf der anderen Seite etwa 16.000 Soldaten.

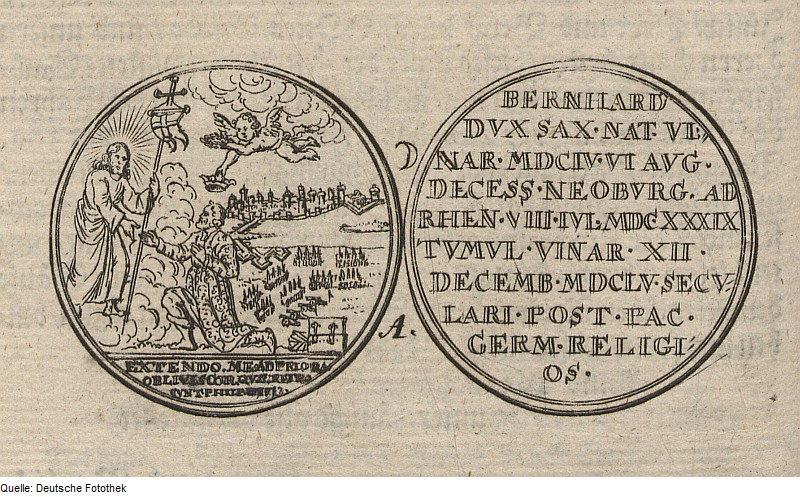
Abbildung einer Gedenkmünze zur Erinnerung an die Eroberung Breisachs

## Zustände in der Festung
Es gibt wenige Berichte über die Zustände in der Stadt während der Belagerung, die aber immer als grauenvoll bezeichnet werden. Wenn deren Beschreibung auch damals schon zu Propagandazwecken missbraucht wurde, sprechen einige Zahlen doch für sich.
Von den etwa 4000 Einwohnern überlebten nur 150 die Belagerung. Die Friedhöfe mussten bewacht werden, damit die Toten nicht ausgegraben und verspeist wurden. Oft sollen die Wachen bestechlich gewesen sein.
Die Preise für Brot und Wein sollen abenteuerliche Preise erreicht haben: 3 Pfund Brot und 1 Maß Wein hat man gegen einen Diamantring tauschen können. Der Preis für eine Ratte lag bei einem Gulden, ein viertel Hund kostete 7 Gulden und Tierhäute 7 Gulden. Die Tierhäute wurden gekocht und gegessen. Bauern die dabei erwischt wurden, Nahrung in die Festung zu schmuggeln, wurden in Sichtweite aufgehängt.
Bei solchen Zuständen überrascht es kaum, dass Soldaten beim Abfeuern ihrer Musketen vor Schwäche von den Wällen gefallen sind.
Besonders hart traf es die Gefangenen. Es sollen 30 von ihnen verhungert sein und acht hätte man verspeist, was beinahe dazu geführt hatte, dass der Besatzung der Abzug verweigert wurde.
Auch die Umgebung war betroffen, da hier die Belagerer auf der Suche nach Essen und Baumaterial umherstreiften.